# 가미야초 정류장
가미야초 정류장(紙屋町停留場)은 일본 히로시마현 히로시마시 나카구에 위치한 히로시마 전철
이다.

## 배선도

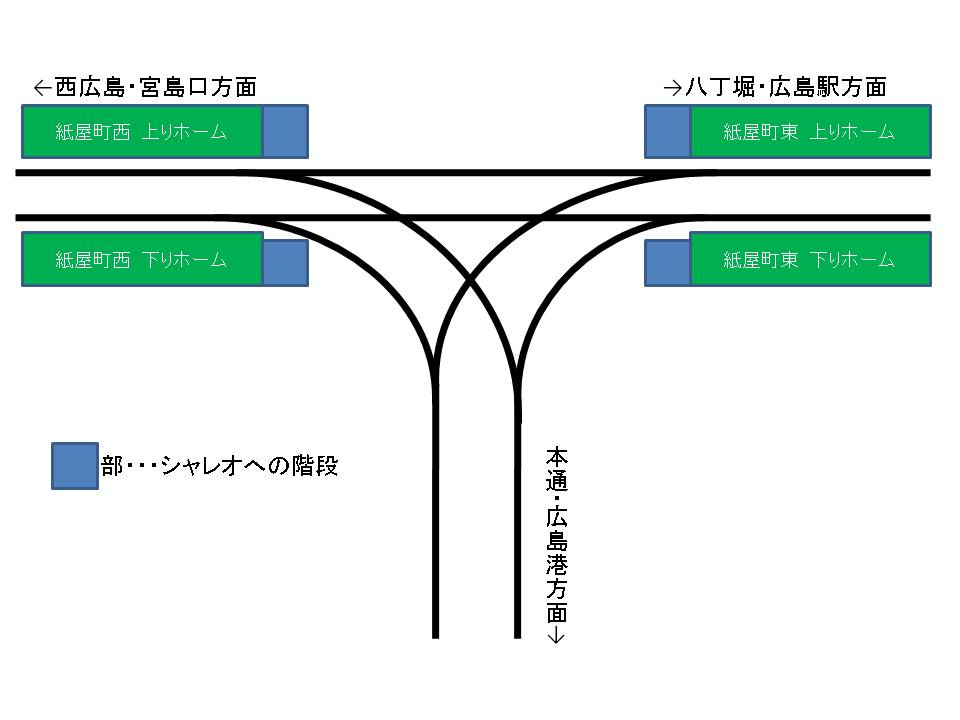
가미야초 정류장 배선도

## 개요
가미야초 정류장은 히로시마역 앞에서 히로시마시의 중심가를 경유하여 히로덴니시히로시마역까지를 연결하는 본선과 히로시마시의 중심가에서 남쪽으로 뻗어 히로시마항까지를 연결하는 우지나선의 2노선이 연결된다. 정류장은 히로시마시의 간선도로인 아이오이도리와 잉어거리가 교차하는 가미야초 교차로에 놓여져 번화가의 단지에 위치한다. 교차로의 동서에 승강장을 각각 갖고, 동쪽의 승강장에는 "가미야초 히가시(정류장)"(가미야초 히가시), 서쪽의 승강장에는 "가미야초 니시(정류장)"(가미야초 니시)라고 하는 따로따로 의 정류장명이 주어지고 있다. 이들은 어디까지나 여객 안내상의 호칭이며, 정식으로는 가미야초 정류장이라고 하는 하나의 정류장이다("철도 요람"에서도 양쪽의 승강장을 합쳐 "가미야초(정류장)"이라고 하고 있다). 영업킬로상에서도 같은 정류장이며, 역번호도 같은 "M9"가 주어지고 있다.

## 타는 곳

### 가미야초히가시 정류장
가미야초히가시 정류장(紙屋町東停留場)은 일본 히로시마현 히로시마시 나카구에 위치한 히로시마 전철
이다.
| 승강장 | 노선                           | 방향 | 목적지                                                                                   |
| ------ | ------------------------------ | ---- | ---------------------------------------------------------------------------------------- |
| 1      | ■ 히로시마 전철 본선           | 상행 | 핫초보리, 마토바초, 히로시마 방면                                                        |
| 2      | ■ 히로시마 전철 본선, 우지나선 | 하행 | 도카이치마치, 도바시, 히로덴니시히로시마, 주덴마에, 미나미마치로쿠초메, 히로시마 항 방면 |

### 가미야초니시 정류장
가미야초니시 정류장(紙屋町西停留場)은 일본 히로시마현 히로시마시 나카구에 위치한 히로시마 전철
이다.
| 승강장 | 노선                           | 방향 | 목적지                                                                                   |
| ------ | ------------------------------ | ---- | ---------------------------------------------------------------------------------------- |
| 1      | ■ 히로시마 전철 본선           | 상행 | 핫초보리, 마토바초, 히로시마 방면                                                        |
| 2      | ■ 히로시마 전철 본선, 우지나선 | 하행 | 도카이치마치, 도바시, 히로덴니시히로시마, 주덴마에, 미나미마치로쿠초메, 히로시마 항 방면 |

## 인접역
| 히로시마 전철 본선      | 히로시마 전철 본선       | 히로시마 전철 본선                     |
| ----------------------- | ------------------------ | -------------------------------------- |
| 다테마치 히로시마 방면  | ■ 히로시마 전철 본선     | 겐바쿠도무마에 히로덴니시히로시마 방면 |
| 히로시마 전철 우지나선  |                          |                                        |
| 다테마치 히로시마 방면  | ■ 히로시마 전철 우지나선 | 혼도리 히로시마 항 방면                |
| 혼도리 히로시마 항 방면 | ■ 히로시마 전철 우지나선 | 겐바쿠도무마에 히로덴니시히로시마 방면 |